# Ведекинд, Франк
Франк Ведекинд (нем.  Frank Wedekind), настоящее имя Беньямин Франклин Ведекинд (нем. Benjamin Franklin Wedekind; 24 июля 1864[…], Ганновер — 9 марта 1918[…], Мюнхен) — немецкий прозаик, поэт и драматург, предшественник экспрессионизма.

## Биография
Сын врача-гинеколога Фридриха Вильгельма Ведекинда и актрисы Эмилии Ведекинд-Каммерер; старший брат оперной певицы Эрики Ведекинд. 
Франк Ведекинд учился в Мюнхене и Цюрихе. С 1884 года входил в круги мюнхенского модерна. После смерти отца в 1888 году унаследовал значительное состояние. 
Как драматург испытал влияние Г. Бюхнера, Г. Ибсена, Ф. Ницше, А. Стриндберга, Г. Гауптмана. С 1896 года сотрудничал с мюнхенским сатирическим журналом «Симплициссимус». Писал тексты для политического кабаре.
Пьеса «Ящик Пандоры», написанная в 1904 году, вызвала судебное разбирательство как оскорбляющая общественную нравственность. 
Шумный успех имела постановка его драмы «Пробуждение весны» Максом Рейнхардтом в 1906 году. В России пьесу в 1907 году поставил Всеволод Мейерхольд, крайне отрицательную рецензию на пьесу и постановку написал Александр Блок. Мейерхольд также перевёл в 1908 году драму Ведекинда «Дух земли».

## Личная жизнь
У Ведекинда была любовная связь с австрийской писательницей, бывшей женой А. Стриндберга, Фридой Уль. У них родился сын.
В 1906 году Ведекинд женился на актрисе Тилли Невес (1886—1970), обе их дочери, Памела (1906—1986) и Кадидья (1911—1994), стали актрисами. Актрисой стала и дочь Памелы ─ Карола Ренье (род. 1946).

## Наследие и признание
На основе драм Ведекинда «Дух земли» и «Ящик Пандоры» Альбан Берг создал оперу «Лулу» (осталась незаконченной, её завершил в 1979 году Фридрих Церха). По «Ящику Пандоры» снял одноимённый фильм Георг Вильгельм Пабст (1929), в главной роли Луиза Брукс, роль Лулу в кино исполняла также Аста Нильсен, (1923).
Фильм «Лулу» снял в 1980 году Валериан Боровчик.
В 1999 году драму «Пробуждение весны» поставил в Москве Роман Виктюк. В 2006 году мюзикл на её основе с огромным успехом шёл на Бродвее в театре Юджина О’Нила (премия «Тони», запись получила премию Грэмми, 2008).
В 2001 году дилогию «Дух земли» и «Ящик Пандоры» под общим названием «Лулу» поставил в Театре на Малой Бронной режиссёр Андрей Житинкин.
В 2008 году оперу Берга «Лулу» поставил в московской «Геликон-опере» Дмитрий Бертман.

## Произведения
- Kinder und Narren (1890)
- Пробуждение весны[вд] / Frühlings Erwachen, драма (1891)
- Любовный напиток / Der Liebestrank (1891)
- Дух земли[вд] / Erdgeist (1896)
- Die Fürstin Russalka, стихи, рассказы, пантомимы (1897)
- Придворный певец / Der Kammersänger (1897)
- Маркиз Кейт[вд] / Marquis von Keith (1901)
- Der Tantenmörder[вд] (1902)
- Такова жизнь / So ist das Leben (1902)
- Mine-Haha oder Über die körperliche Erziehung der jungen Mädchen[вд] (1903). По новелле снят фильм французского кинорежиссёра Люсиль Хадзихалилович «Невинность», 2004, получивший ряд крупных премий, см.: )
- Ящик Пандоры[вд] / Die Büchse der Pandora (1904)
- Hidalla oder Sein und Haben (1904)
- Пляска мёртвых / Totentanz (1905)
- Die vier Jahreszeiten, стихотворения (1905)
- Музыка / Musik (1907)
- Цензура / Die Zensur (1907—1908)
- Oaha (1908)
- Der Stein der Weisen (1909)
- Franziska (1911)
- Simson oder Scham und Eifersucht, драма в стихах (1913)
- Бисмарк / Bismarck (1914—1915)
- Überfürchtenichts (1915—1916)
- Геракл / Herakles, драма в стихах (1916—1917)

## Публикации на русском языке
- Франкъ Ведекиндъ Собрание сочинений. — М.: Издательство «Панъ»; Типография В. М. Саблина, 1907. (I том: Лулу: Дух земли, Ящик Пандоры.; Пляска мёртвых.; II том; III том; IV том.)
- Вампир (Дух земли): Трагедия в 4 д. с прологом / Пер. с 4-го нем. изд. Вс. Мейерхольда. Пролог и эпигр. в пер. С. Городецкого. — [Б. м.]: [б. и.], [б. г.]. — 220 с.
- Франк Ведекинд. Пьесы (в 2-х тт.). Пер. П. Гиберман. СПб: Шиповник, 1908.
- Собрание сочинений в 8 тт. М.: 1912—1919
- Избранные рассказы. — СПб.: Изд. ред. „Пробуждения“, 1912. — 127 с.(В книгу вошли рассказы: «Агнец Божий», «Пожар на Еглисвиле», «Княгиня Русалка», «Предохранительная прививка», «Раби Эзра», «Седой жених», «Скучно».)
- [Стихи]// Западноевропейская поэзия XX века. М.: Художественная литература, 1977, с.168-170 (Библиотека всемирной литературы)
- Жестокой возлюбленной// Бог Нахтигаль. Немецкая и австрийская поэзия двух веков в переводах А.Карельского. М.: Медиум, 1993, с.55
- [Стихи]. Перевод Игоря Болычева// Строфы века — 2. Антология мировой поэзии в русских переводах XX века. М.: Полифакт, 1998, с.1084-1085
- Драма Пробуждение весны